# 동인천여자중학교
동인천여자중학교(東仁川女子中學校)는 대한민국 인천광역시 서구 가좌동에 있는 공립 중학교이다.

## 학교 연혁
- 1977년 12월 31일 : 동인천여자중학교 18학급 설립 인가
- 1978년 3월 1일 : 초대 양명석 교장 취임
- 1978년 3월 10일 : 인천시 중구 자유공원로 105(現 자유유치원)에서 개교 (6학급)
- 1979년 2월 28일 : 현 신축 교사로 이전(인천광역시 서구 가좌4동 402번지)
- 1980년 2월 28일 : 제1회 졸업식
- 2017년 3월 1일 : 14학급 인가(특수학급 1학급 별도)
- 2024년 2월 8일 : 제44회 졸업식(졸업생 106명)
- 2024년 3월 1일 : 제19대 강진숙 교장 부임
- 2024년 3월 4일 : 신입생 102명 입학

## 참고 자료
- 동인천여자중학교 - 한국교육학술정보원 학교알리미